# Rudolf Ekman
Claes Rudolf Ekman, född den 19 augusti 1862 i Grangärde församling, Kopparbergs län, död den 25 april 1936 i Skövde, var en svensk jurist. Han var svärfar till Fredrik Grevillius och morfar till Gösta Grevillius.
Ekman blev student vid Uppsala universitet 1881 och avlade examen till rättegångsverken 1886. Han blev extra ordinarie notarie i Svea hovrätt sistnämnda år och i Göta hovrätt 1887 samt vice häradshövding 1890. Ekman blev rådman och magistratssekreterare i Skövde 1894 samt borgmästare och notarius publicus där 1920. Han var vice auditör i Västgöta regemente 1889–1892, auditör i regementet 1892–1919, tillförordnad auditör i Göta trängbataljon 1892–1893,  auditör i Karlsborgs garnison 1893–1915 (med kaptens rang från 1899), auditör i Skaraborgs regemente 1909–1929, vice auditör i Livregementets husarer 1910–1915, auditör där och i Göta trängkår 1915–1929. Ekman blev riddare av Vasaorden 1905 och av Nordstjärneorden 1930. Han vilar på Sankta Elins kyrkogård i Skövde.